# Дамян Теелен
Дамян Теелен или Йохан-Йосиф Хуберт Теелен (на нидерландски: Damian Johannes Theelen) е никополски епископ, пасионист от холандски произход.

## Биография
Дамян Теелен е роден в Безел (Beesel), Холандия, на 14 април 1877 г. През 1891 г. на 14-годишна възраст започва да учи в ордена на пасионистите в Ере (днес в границите на Турне), Белгия. На следващата година е изпратен като послушник в Кортрейк, където той е въведен в монашески сан на 23 октомври 1893 г. След завършване на философия и теология в Ере и Куртре, той е изпратен в Мериняк, Франция, като лектор, а по-късно работи и като директор на училището.
На 23 септември 1899 г. той е ръкоположен за свещеник в Бордо. След завръщането си в Белгия, през август 1902 г. той е назначен за директор в Кортрейк. От септември 1911 до октомври 1914 г. работи като преподавател в Куртре. През юли 1914 г. той е избран за съветник на провинция Сейнт Гейбриъл.
След като през 1915 г. Никополската епархия загубва своята епископ – Леонард Баумбах, на 21 май същата година за никополски епископ бил ръкоположен в Рим 38-годишният отец Дамян Теелен.
По време на Първата световна война, епископ Дамян Теелен се противопоставя на българските власти да българизира изцяло клира в епархията. След като конфликтът достига до апостолическия нунций във Виена (отговорен по това време за България) и след нови указания на Рим, на 12 януари 1918 г. се пописва специален протокол по въпроса с назначаване на свещениците. Де факто, протоколът задължава начело на енориите да се назначават българи, а чужденците да останат като помощници. Поради липса на подготвени свещеници в епархията, такива са изпратени от Пловдивско. 
След войната епископ Дамян Теелен се стреми да преустанови подписания протокол и получава подкрепата на военното командване на Антантата в България и френската дипломатическа мисия. Официалната позиция на българските власти търпи промяна поради факта, че страната е победена във войната. На 5 февруари 1919 г. протоколът е отменен.
Противоречията по въпроса за свещениците се запазват и след това. Така в средите на местното католическо население се формират две течение: „национални дейци“, които се борят за български свещеници и „доминисти“, заставащи зад епископа. Първото течение е водено от отец Карл Раев, човек с дълбока култура, писател, учител, със силно развито националистическо чувство. Тези противоречия продължават с години и забавят развитието на епархията в сравнение това на южната. Има много опити на епископ Винкенти Пеев и новоназначения Апостолически визитатор в България Анджело Джузепе Ронкали да посредничат в разрешаване на конфликта. 
Eпископ Дамян Теелен умира на 6 август 1946 г. в Русе след 31 години служба в епархията. Погребан е в катедрата „Свети Павел от Кръста“ в Русе.